# 埼玉県道30号飯能寄居線
埼玉県道30号飯能寄居線（さいたまけんどう30ごう はんのうよりいせん）は、埼玉県飯能市の国道299号から大里郡寄居町の国道140号を結ぶ県道である。埼玉県内の県道では比較的距離が長く、全長は約36kmである。なお、1994年（平成6年）まで整理番号が23だった。
途中、比企郡小川町から大里郡寄居町まで国道254号と重複している。古くは相模街道と呼ばれていた。

## 起点・終点
- 起点：国道299号（飯能市）
- 終点：国道140号（大里郡寄居町）

## 地理

### 通過する自治体
- 埼玉県
  - 飯能市
  - 日高市
  - 入間郡毛呂山町
  - 入間郡越生町
  - 比企郡ときがわ町
  - 比企郡小川町
  - 大里郡寄居町

### 交差する道路
交差する道路の特記がないものは市道・町道。
| 交差する道路                                                | 交差する道路                                                | 交差点名                | 所在地           |
| ----------------------------------------------------------- | ----------------------------------------------------------- | ----------------------- | ---------------- |
| 国道299号                                                   | 国道299号                                                   |                         | 飯能市           |
|                                                             |                                                             | 飯能日高消防署          | 飯能市           |
| -                                                           | 埼玉県道262号日高狭山線                                     |                         | 日高市           |
| 埼玉県道15号川越日高線                                      | 埼玉県道15号川越日高線                                      | 猿田                    | 日高市           |
|                                                             | 埼玉県道182号高麗川停車場線                                 | 高麗川駅入口            | 日高市           |
| （もくせい通り）                                            |                                                             |                         | 日高市           |
| （カワセミ街道）                                            | （カワセミ街道）                                            | 北平沢運動場            | 日高市           |
| -                                                           | 埼玉県道74号日高川島線                                      | 山根                    | 日高市           |
|                                                             | 越生・毛呂山バイパス                                        |                         | 入間郡毛呂山町   |
| 埼玉県道186号毛呂停車場鎌北湖線                             | -                                                           | 鎌北湖入口              | 入間郡毛呂山町   |
|                                                             | 埼玉県道186号毛呂停車場鎌北湖線                             | 医大前                  | 入間郡毛呂山町   |
|                                                             | 埼玉県道39号川越坂戸毛呂山線                                | 毛呂本郷                | 入間郡毛呂山町   |
| -                                                           | 埼玉県道114号川越越生線                                     | 上野                    | 入間郡越生町     |
|                                                             | 埼玉県道187号越生停車場線                                   | 越生駅                  | 入間郡越生町     |
| 埼玉県道61号越生長沢線                                      | 本線                                                        | 黒岩                    | 入間郡越生町     |
| 越生・毛呂山バイパス                                        |                                                             |                         | 入間郡越生町     |
|                                                             | 埼玉県道41号東松山越生線                                    | 越生高校北              | 入間郡越生町     |
| 埼玉県道172号大野東松山線                                   | 埼玉県道172号大野東松山線                                   | 田中                    | 比企郡ときがわ町 |
| 本線                                                        | 埼玉県道171号ときがわ坂戸線                                 | 五明                    | 比企郡ときがわ町 |
| 埼玉県道11号熊谷小川秩父線パイパス（都市計画道路環状1号線） | 埼玉県道11号熊谷小川秩父線パイパス（都市計画道路環状1号線） | 青山陸橋（西）          | 比企郡小川町     |
| 本線                                                        | 国道254号                                                   | 本町二丁目              | 比企郡小川町     |
|                                                             | 埼玉県道189号小川町停車場線                                 | 小川町駅入口            | 比企郡小川町     |
|                                                             | 本線                                                        | 相生町                  | 比企郡小川町     |
| 埼玉県道11号熊谷小川秩父線                                  |                                                             | 相生町                  | 比企郡小川町     |
| 埼玉県道274号赤浜小川線                                     |                                                             | 飯田西                  | 比企郡小川町     |
| 本線                                                        | 国道254号（小川バイパス）                                   |                         | 大里郡寄居町     |
| -                                                           | 埼玉県道81号熊谷寄居線                                      | 塩沢                    | 大里郡寄居町     |
|                                                             | 本線                                                        | 露梨子                  | 大里郡寄居町     |
| 国道254号                                                   |                                                             | 露梨子                  | 大里郡寄居町     |
| 国道254号                                                   | 国道254号                                                   | ※接続無し・アンダーパス | 大里郡寄居町     |
| -                                                           | 埼玉県道253号鉢形停車場線                                   |                         | 大里郡寄居町     |
|                                                             | 埼玉県道294号坂本寄居線                                     |                         | 大里郡寄居町     |
|                                                             | 埼玉県道296号菅谷寄居線                                     |                         | 大里郡寄居町     |
| 国道140号                                                   | 国道140号                                                   | 末野陸橋                | 大里郡寄居町     |

### 重複区間
- 埼玉県道186号毛呂停車場鎌北湖線 - 埼玉県入間郡毛呂山町鎌北湖入口交差点 - 同町医大前交差点
- 埼玉県道61号越生長沢線 - 埼玉県入間郡越生町黒岩交差点 - 同町大字西和田
- 国道254号 - 埼玉県比企郡小川町本町二丁目交差点 - 大里郡寄居町露梨子交差点
- 埼玉県道11号熊谷小川秩父線 - 埼玉県比企郡小川町本町二丁目交差点 - 同町相生町交差点

### 交差する鉄道と河川
- JR八高線
- 高麗川（平沢橋）
- 東武越生線
- 越辺川（高橋、越生大橋）
- 槻川（馬橋）
- 都幾川（本田橋）
- 東武東上線
- 荒川（正喜橋）

### 沿線の主な施設
| 施設                                                    | 所在地     |
| ------------------------------------------------------- | ---------- |
| 飯能看護専門学校                                        | 飯能市     |
| 大川学園医療福祉専門学校                                | 飯能市     |
| 飯能靖和病院                                            | 飯能市     |
| 埼玉西部消防署                                          | 飯能市     |
| 武蔵丘ゴルフコース                                      | 飯能市     |
| 宮沢湖                                                  | 飯能市     |
| メッツァ                                                | 飯能市     |
| 新武蔵丘ゴルフ場                                        | 日高市     |
| JR高麗川駅（JR川越線・八高線）                          | 日高市     |
| 同仁学院                                                | 日高市     |
| 埼玉医科大学日高キャンパス 埼玉医科大学国際医療センター | 日高市     |
| 埼玉医科大学 埼玉医科大学病院                           | 毛呂山町   |
| JR毛呂駅                                                | 毛呂山町   |
| 西入間警察署越生交番                                    | 越生町     |
| 越生郵便局                                              | 越生町     |
| 越生駅（JR八高線、東武越生線）                          | 越生町     |
| 越生町役場                                              | 越生町     |
| 越生酒造                                                | 越生町     |
| 越生町立越生小学校                                      | 越生町     |
| 都幾川郵便局                                            | ときがわ町 |
| ときがわ町役場都幾川分庁舎（旧都幾川村役場）            | ときがわ町 |
| アドニス小川カントリークラブ                            | 小川町     |
| 小川町駅（JR八高線、東武東上線）                        | 小川町     |
| 東武竹沢駅                                              | 小川町     |
| 男衾駅                                                  | 寄居町     |
| 鉢形駅                                                  | 寄居町     |
| 鉢形城址                                                | 寄居町     |
| 寄居駅（JR八高線、東武東上線、秩父鉄道秩父本線）        | 寄居町     |
| 寄居郵便局                                              | 寄居町     |
| 寄居町立寄居小学校                                      | 寄居町     |
| 極楽寺                                                  | 寄居町     |

## 渋滞箇所
- 埼玉医科大学毛呂山キャンパス前
埼玉医大の出入口が狭い、埼玉医大出入口・毛呂本郷交差点に右折レーンが設置されていない、救急車が頻繁にやってくる等の交通環境や道路構造により交通量が処理できずに、前後1キロ程度の慢性的な渋滞が発生している。
- 高麗川橋
高麗川橋の車幅が狭く大型車が交互通行できず、更にその北の北平沢交差点と南の南平沢交差点には右折レーンがないため、車が長時間滞留しやすくなる。
- 小川町内
街の構造上、短い距離で右左折が連続する。大型車は青山陸橋（西）交差点 - 高谷交差点を迂回した方が良いとされる。歩行者との接触事故等により、交通が複雑化している。

## バイパス

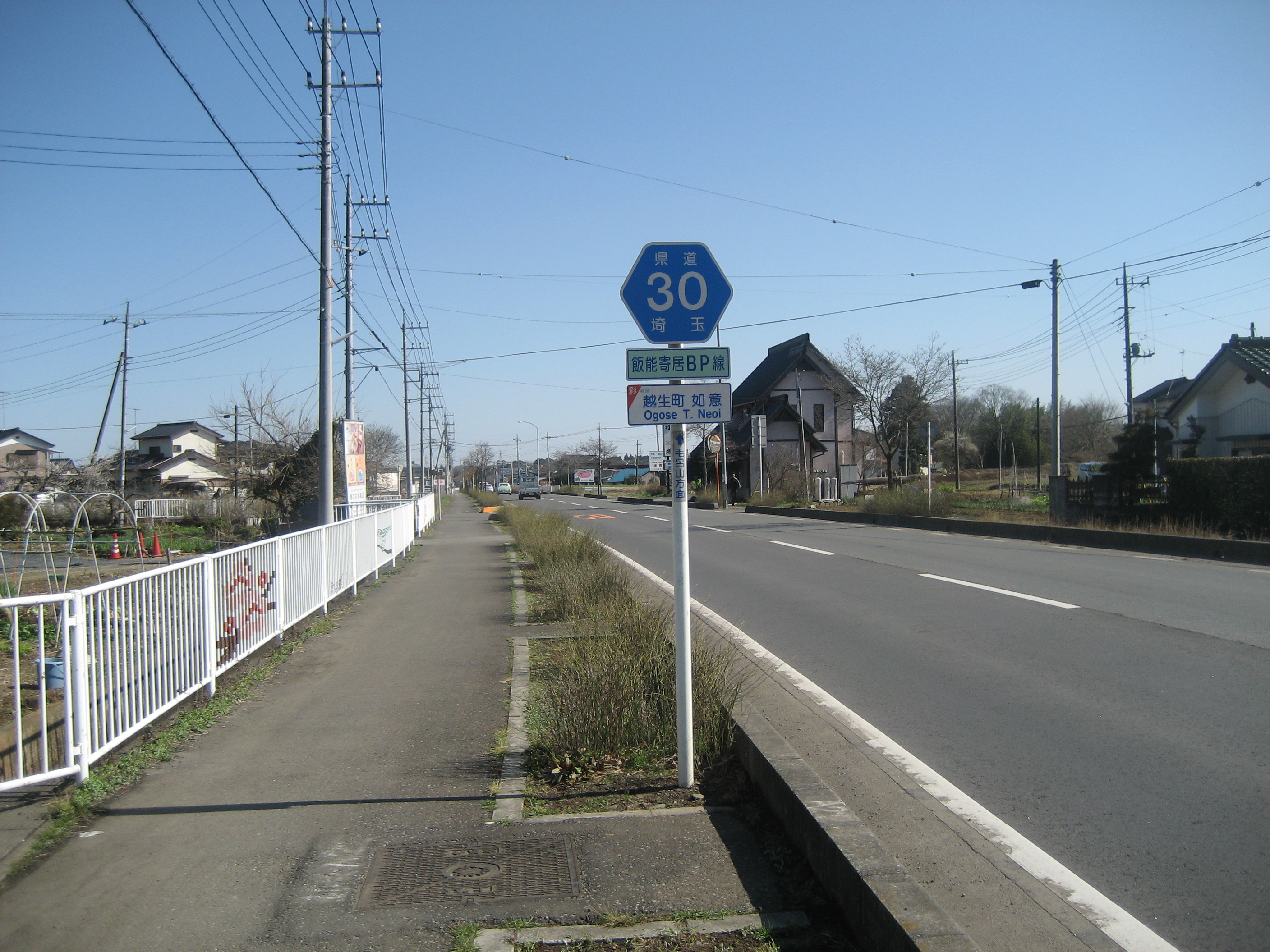
越生町如井付近

以下のようなバイパスが完成すると、日高・毛呂山・越生の各市街地内交通と、飯能と寄居を結ぶ長距離交通が分離され、慢性的渋滞が解消が見込まれる。2018年12月22日15時に全線開通した。
2020年3月31日から区域が変更されたことで、バイパスが本線となった。
↑寄居方面
- 小川都市計画道路環状一号線（未整備2.6km）- 小川町市街地内の渋滞箇所を迂回する。

青山陸橋（西）交差点から、県道熊谷小川秩父線までの約1.3km区間は、2008年度より事業に着手している。残り1.3kmは検討中（県議会答弁）
- 越生・毛呂山バイパス（完成） - 越生町成瀬から毛呂山町葛貫まで。越生町・毛呂山町市街地、埼玉医科大学毛呂山キャンパス前の渋滞箇所、国際医療センターから越生町成瀬まで迂回する。県道標識では「飯能寄居線BP」とされている。
  - 2012年2月18日に葛貫工区が完成した。
- 高麗川バイパス - 高麗川駅付近の日高市市街地、高麗川橋と南平沢交差点付近の渋滞箇所を迂回する。
  - 北平沢工区（完成）- 南平沢地域より埼玉医大国際医療センターの付近まで延伸する形となる。高麗川架橋に予算がかかる。
  - 新堀工区（完成）- 猿田工区から北伸する形で、南平沢地域まで延伸する。平成30年12月22日に完成した。
  - 猿田工区（完成）
- 下加治バイパス（完成） - 飯能日高消防署前の交差点より国道299号バイパスの飯能警察署東側の交差点まで。この完成で飯能市内の生活道路に大型車が進入することが減少した。
- 飯能市道阿須小久保線 - 県道30号バイパスには含まれないが、実質延伸部になっており、この道路が全通すると南北の移動がしづらい飯能市内の道路交通が抜本的に改善する。埼玉県の阿須ガード拡幅事業[3]とあわせ事業中。
  - 双柳工区（完成） - 2011年3月29日に完成した。飯能警察署東側の交差点から南下し、そのまま東飯能駅東口駅前通り線に接続する。
  - 区画整理工区（整備中） 岩沢北部・南部区画整理地域を経由するため、完成までには長い時間がかかると見込まれていた。令和4年（2022年）3月26日に、西武池袋線をオーバーパスで超える岩沢陸橋[4]が開通。令和7年度末までに岩沢陸橋北側から国道299号線まで延伸予定[5]。
  - 阿須工区（整備中） - 阿岩橋の架け替えが実施されている。駿河台大学付近の県道富岡入間線に接続する。

↓飯能方面

## ギャラリー

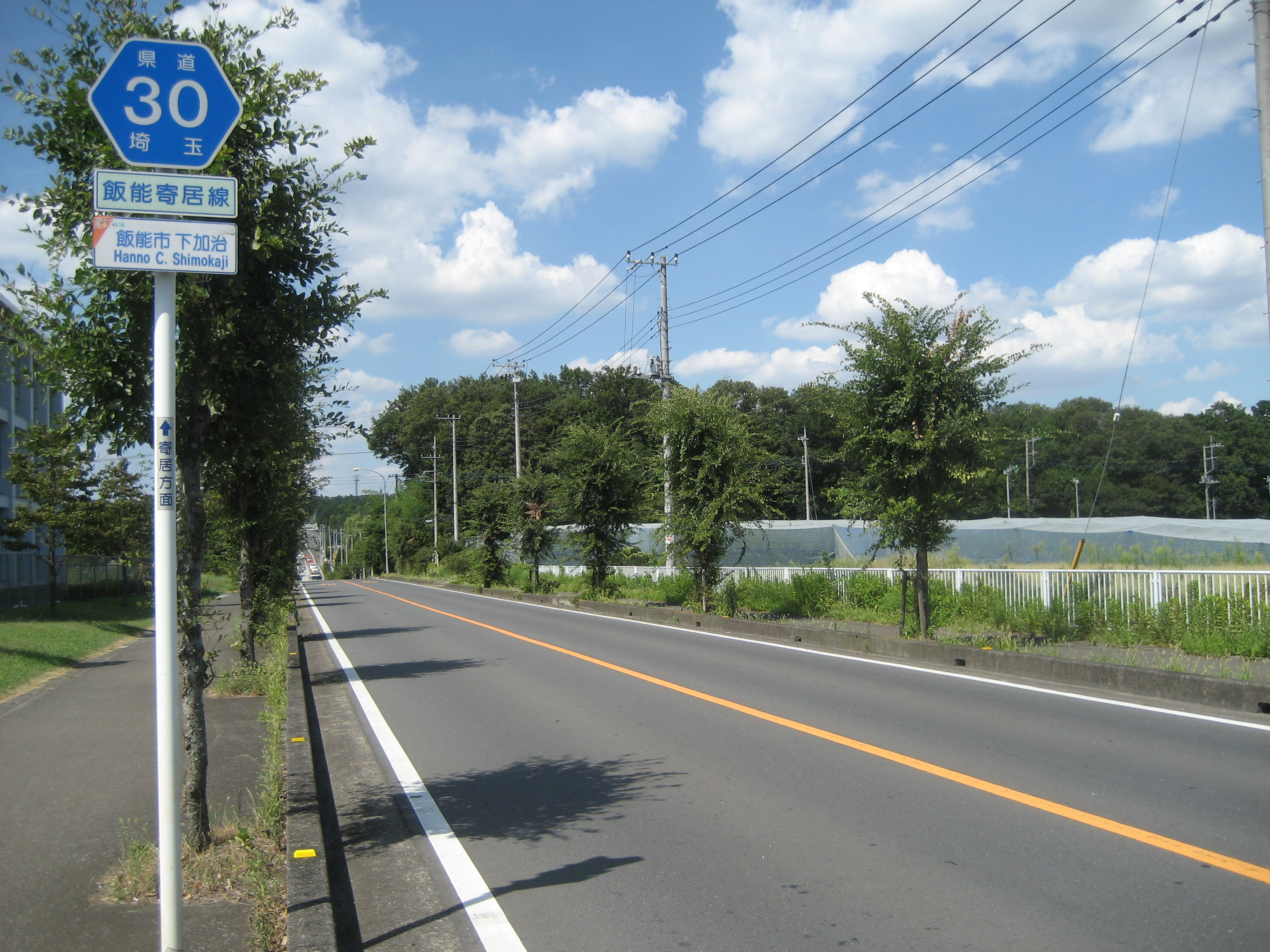
飯能市下加治付近
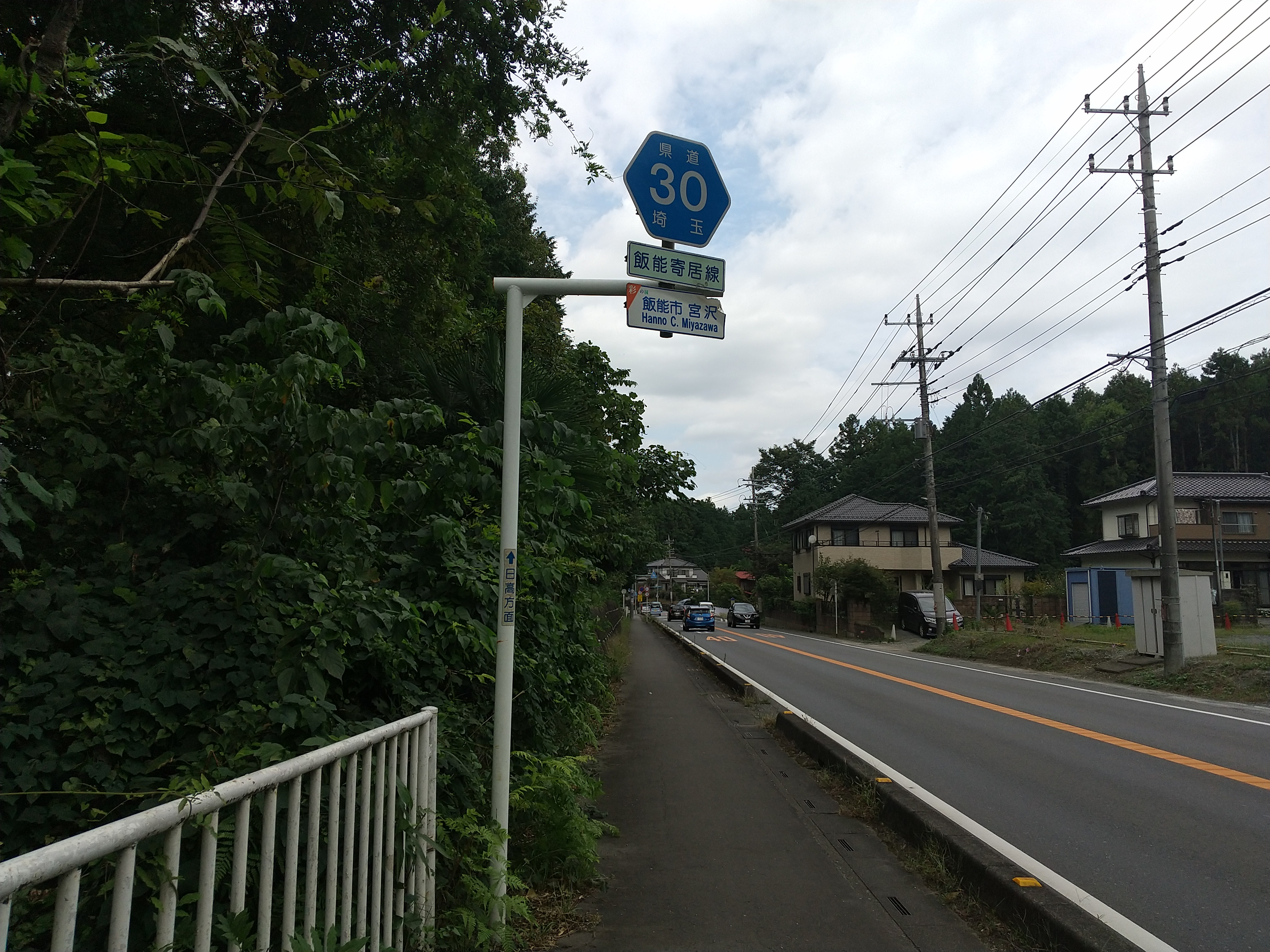
飯能市宮沢付近
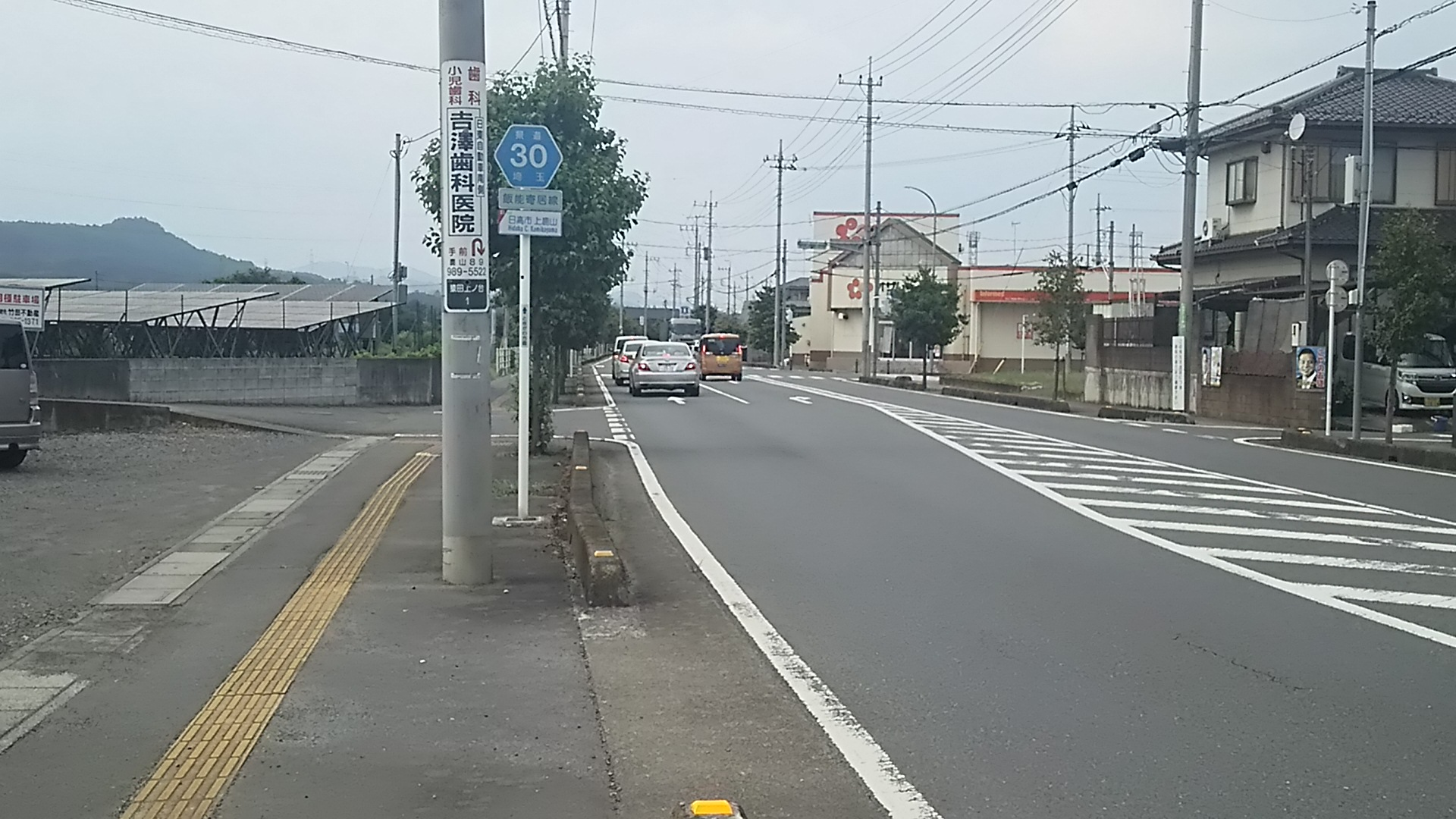
日高市上鹿山付近
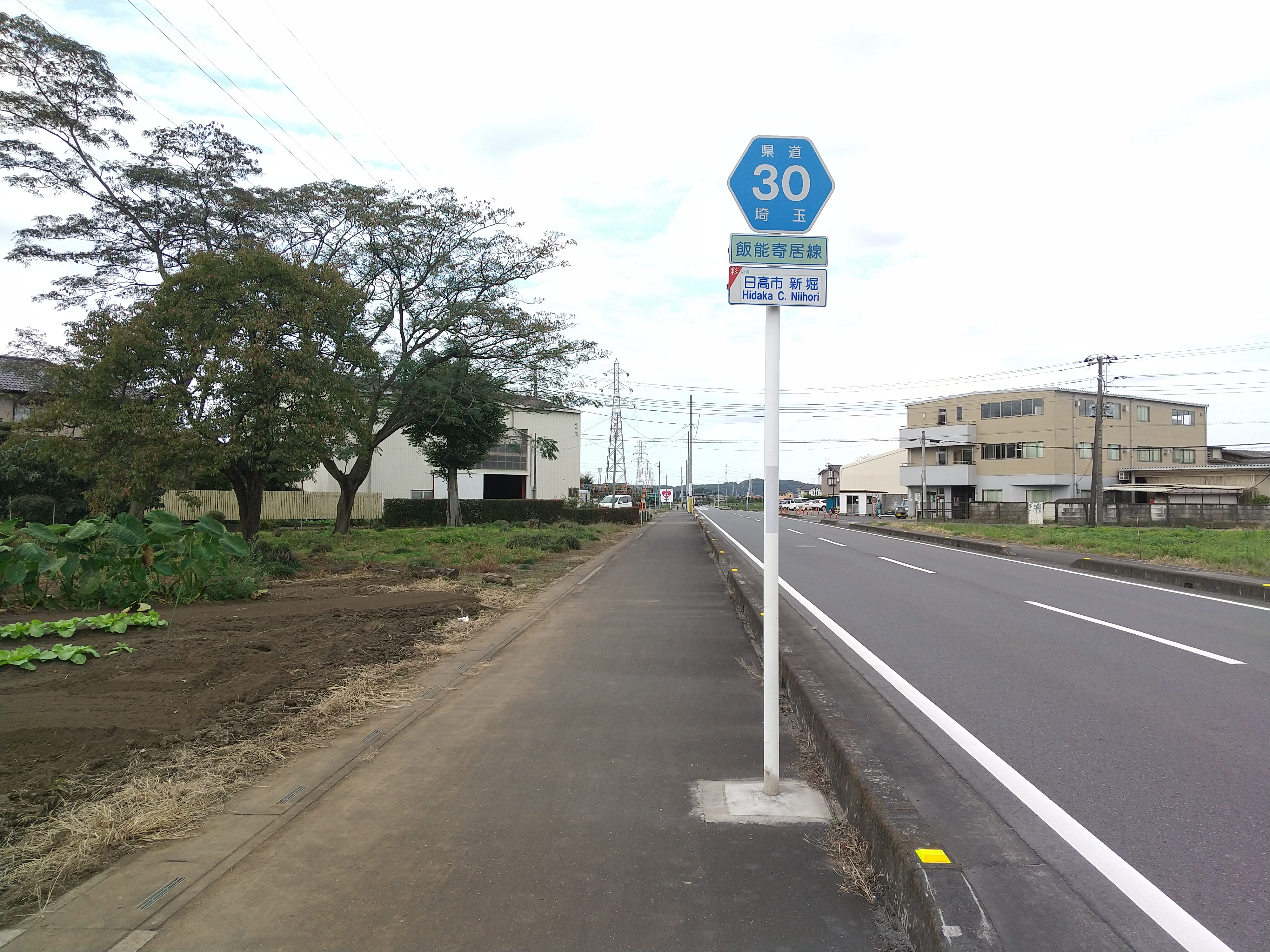
日高市新堀付近
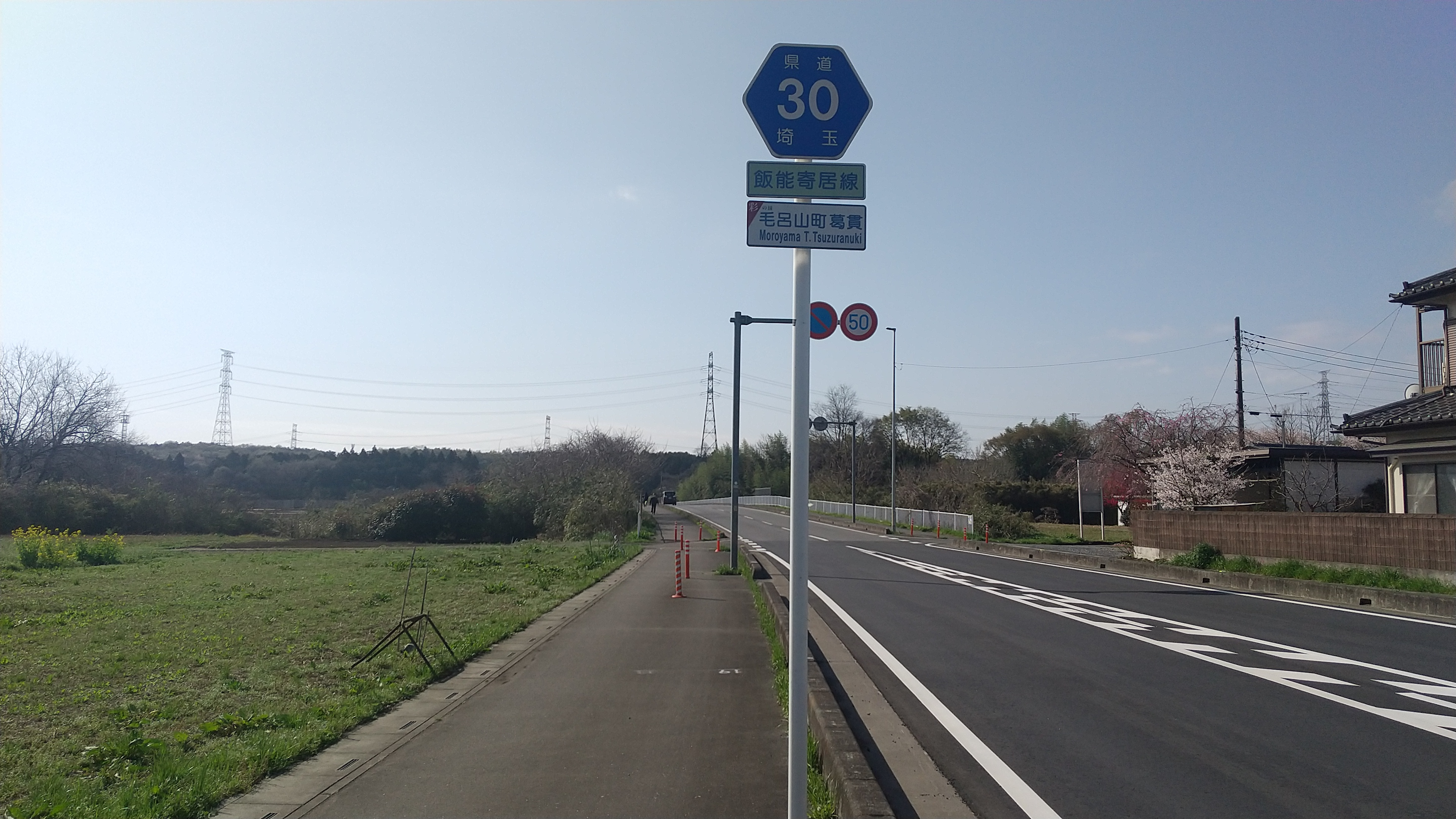
毛呂山町葛貫付近
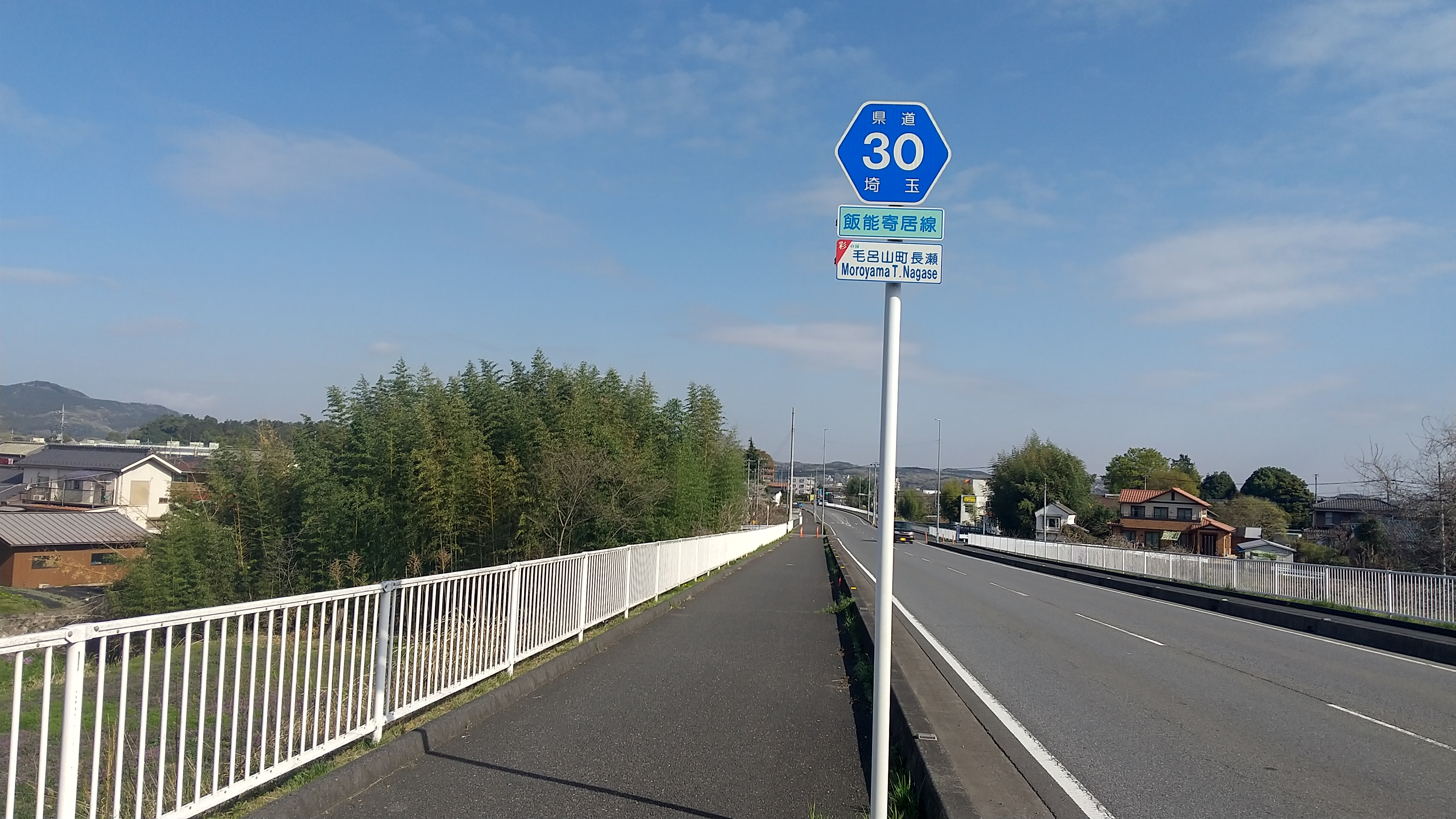
毛呂山町長瀬付近
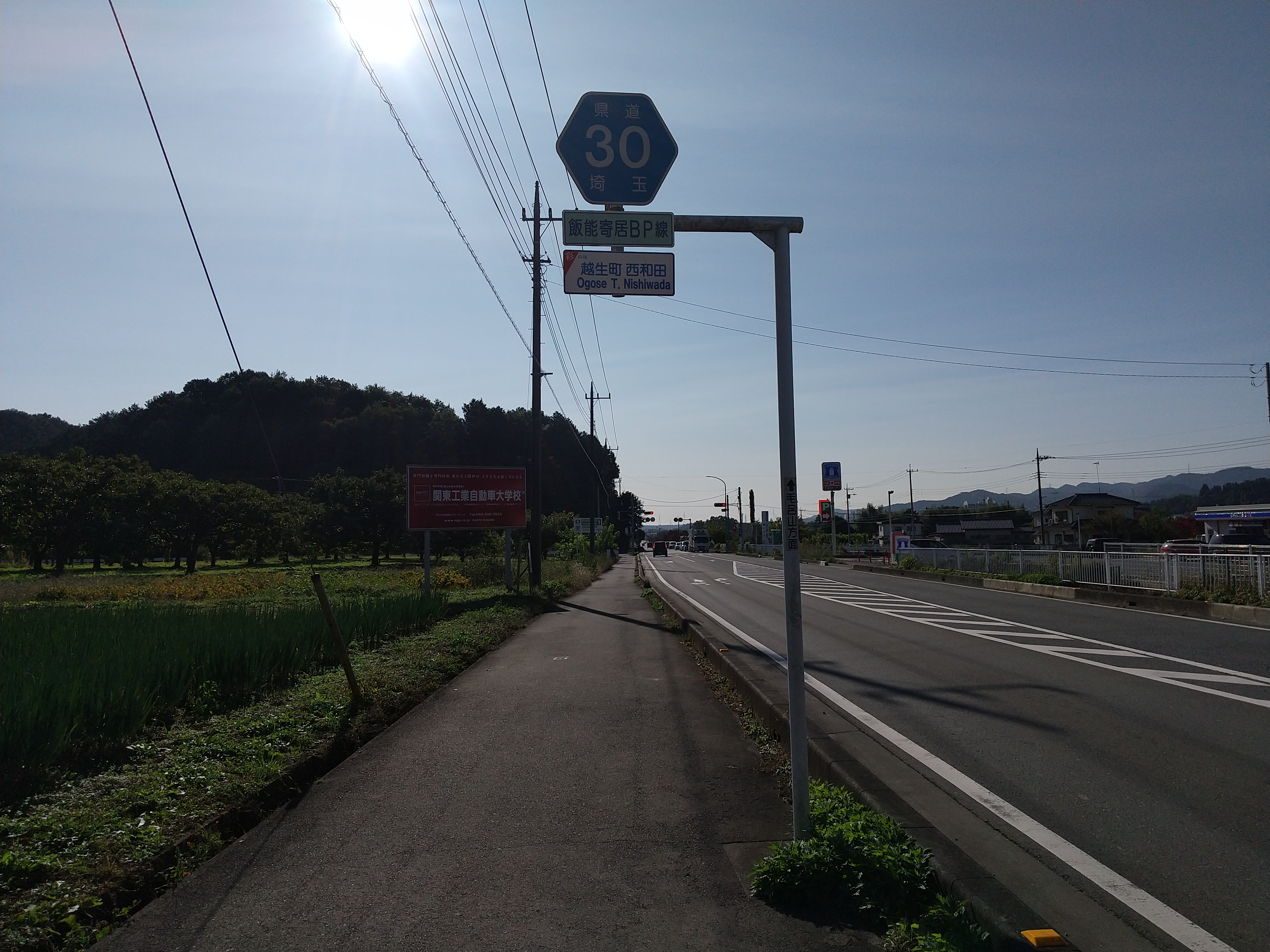
越生町西和田付近
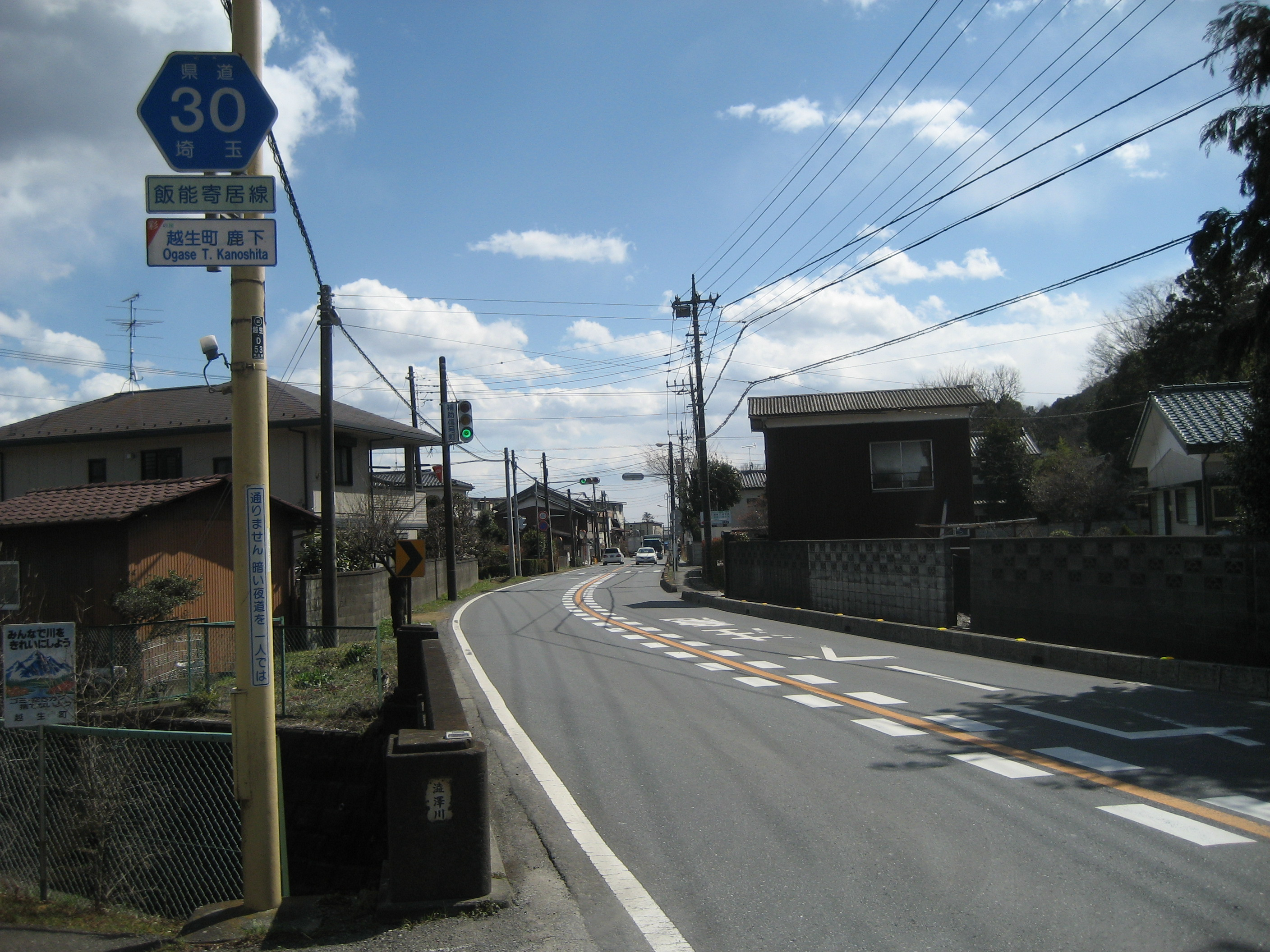
越生町鹿下付近
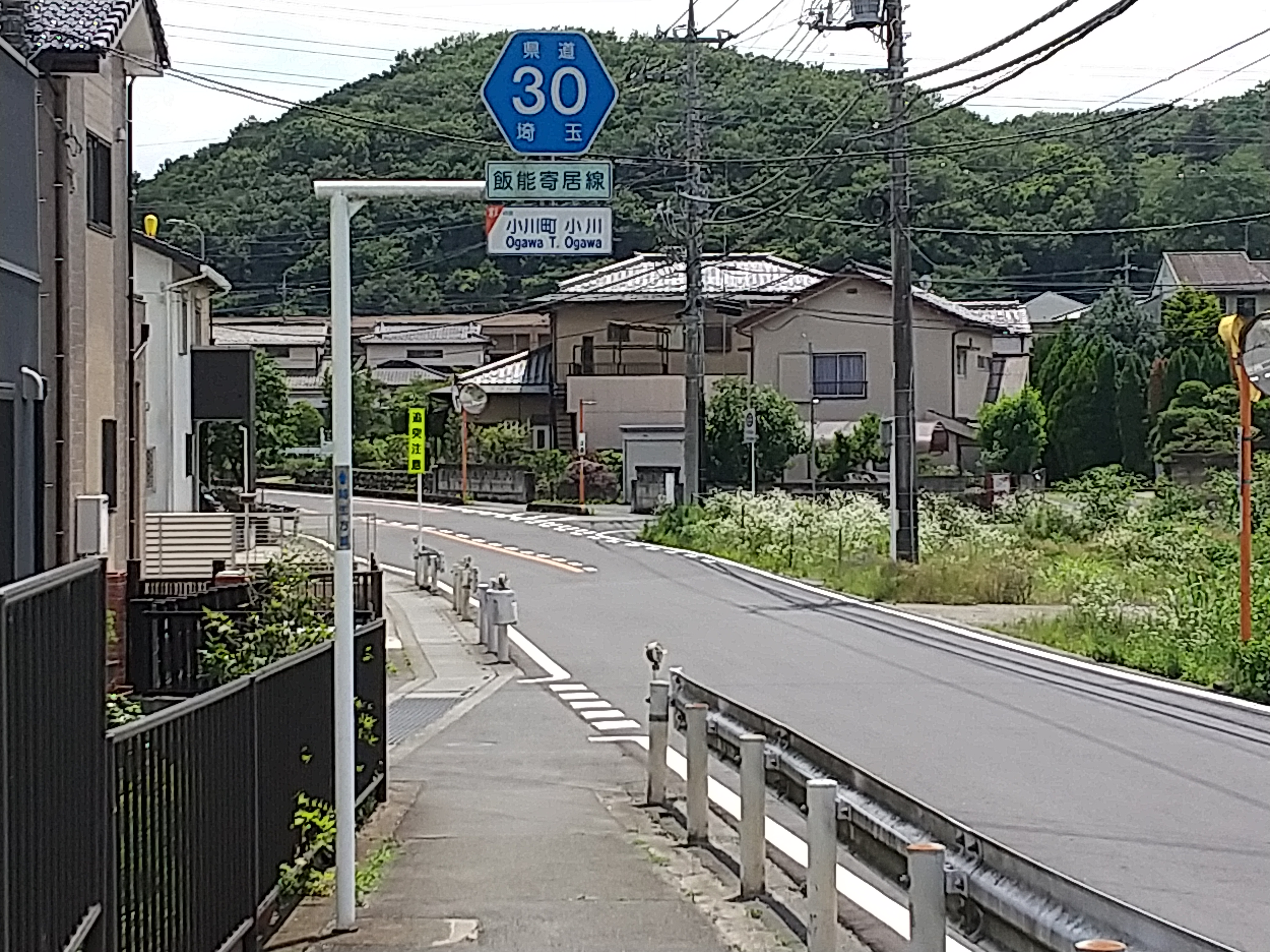
小川町小川付近
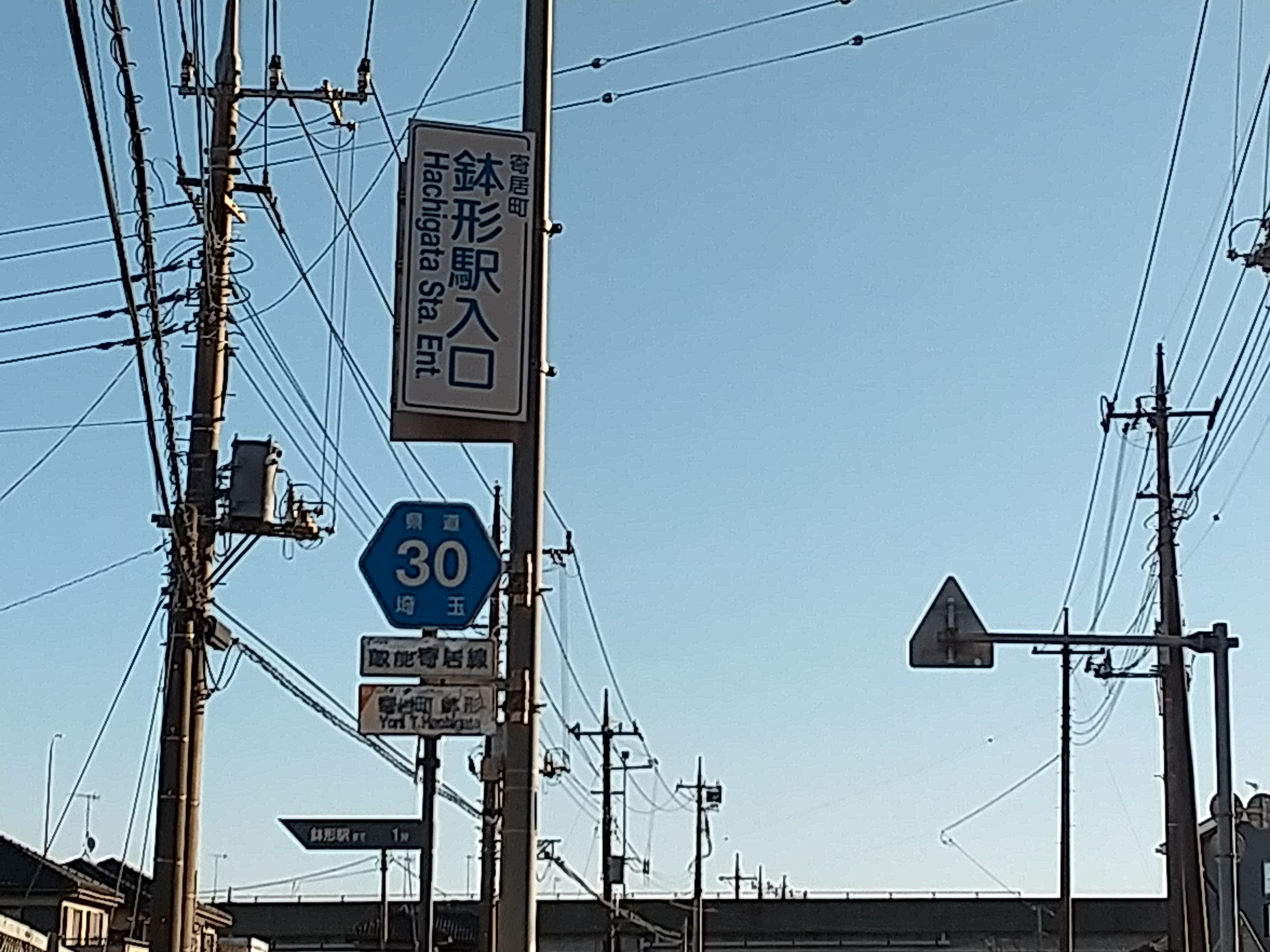
寄居町鉢形付近
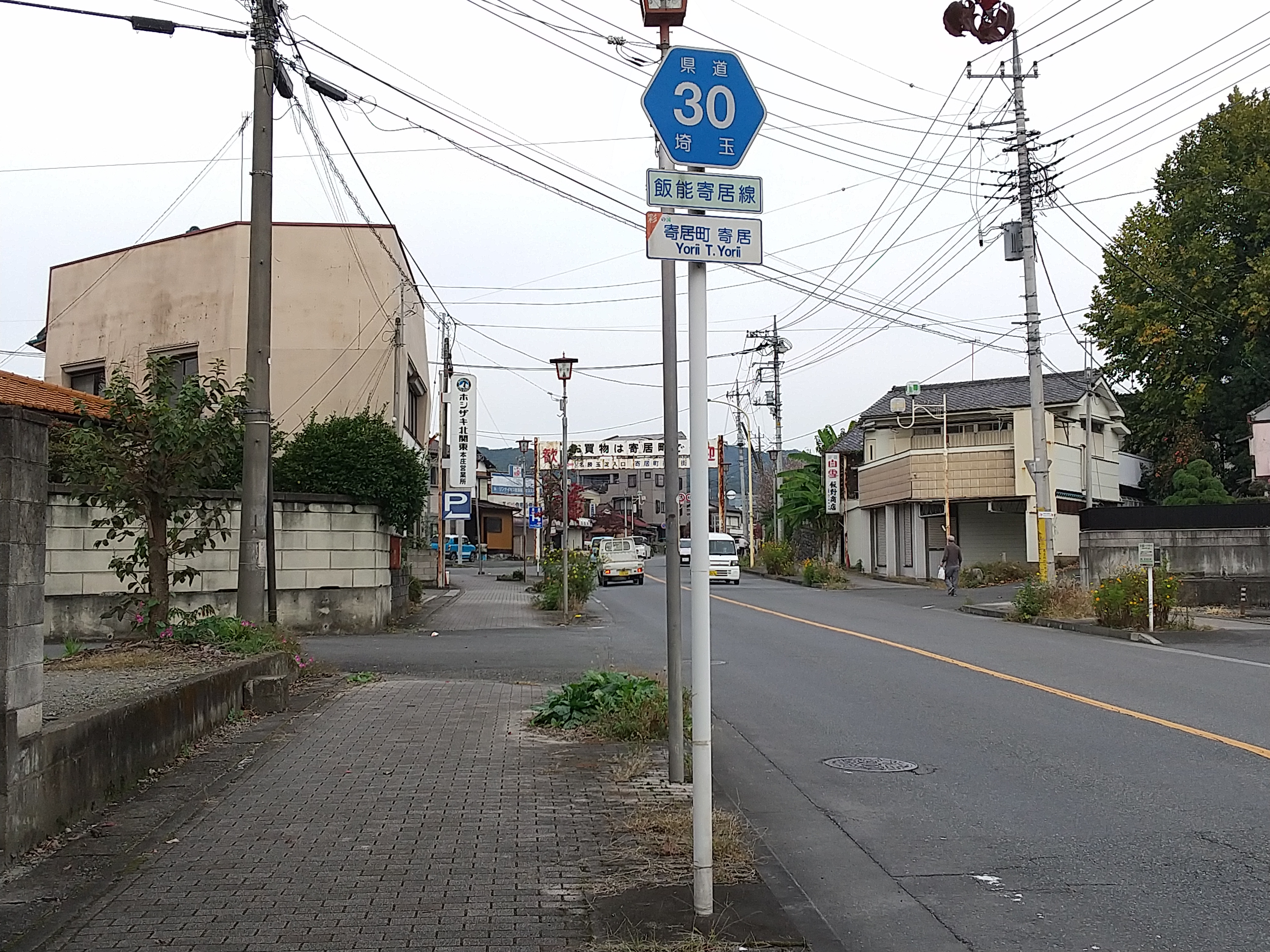
寄居町寄居付近